# Biscuit (gebak)

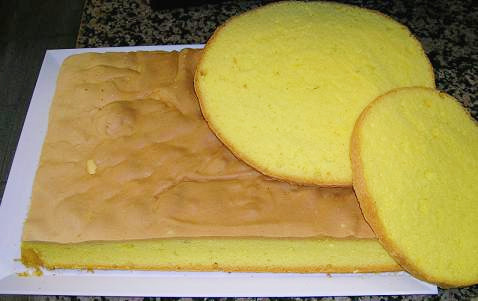
Plakken génoise

Biscuit is een luchtig en droog gebak op basis van eieren, suiker en bloem.
Biscuitdeeg is droger en minder vet dan cakebeslag. Biscuit wordt voornamelijk gebruikt als basis voor slagroomtaarten, kerststronken, cakerollen, Franse patisserie en andere taarten waarbij lagen biscuit worden afgewisseld met slagroom, botercrème of vruchtenjam. Specifieke types biscuit zijn génoise en sponge cake.